# Boufarik
Boufarik là một đô thị thuộc tỉnh Blida, Algérie. Dân số thời điểm năm 2002 là 60.19 người.